# پوزیتیو نیوز
پوزیتیو نیوز (انگلیسی: Positive News) یک مجله خبری مستقل و سازنده است که یک رسانه خبری را نمایندگی می‌کند.

## تیراژ
مجله پوزیتیو نیوز گاهنامهای است که هر چهار ماه یک‌بار شمارگان آن ۱۰۰۰۰ نسخه است. این مجله تا قبل از شروع مجدد آن در ژانویه ۲۰۱۶ به‌صورت روزنامه چاپ می‌شد. این مجله به‌صورت آنلاین نیز منتشر می‌شود.

## ناشر
شرکت انتشارات پوزیتیو نیوز به‌عنوان ناشر مجله پوزیتیو نیوز، یک شرکت محدود غیرانتفاعی است که مرکزش در لندن، بریتانیا قرار داد و یک انجمن اجتماعی سودآور است.

## تاریخچه
پوزیتیو نیوز در ۱۹۹۳ توسط شانا کراکت - باروس (۲۰۱۲–۱۹۳۰) به‌عنوان روزنامه‌ای که هر چهار ماه یکبار منتشر می‌شود، تأسیس گردید. وی بلافاصله پس از تأسیس پوزیتیو نیوز تراست آن را به عنوان بنیاد خیریه آموزشی به ثبت داد. در ۲۰۱۵، مدیر مسئول پوزیتیو نیوز، سوزان داگانوود، یک تعاونی را به‌عنوان سازمان مادر در شرکت انتشارات پوزیتیو نیوز تأسیس کرد.
در ژانویه ۲۰۱۶، پوزیتیو نیوز با تأکید بر طراحی و کیفیت روزنامه‌نگاری، به صورت مجله منتشر شد.

## روزنامه‌نگاری سازنده
پوزیتیو نیوز از انتشار اقدامات ابتکاری مشابه در سراسر جهان حمایت می‌کند، از جمله «اخبار مثبت»، که در آرژانتین در ۲۰۰۳ توسط آندرئاس مندز براندام و در اسپانیا در ۲۰۰۲ توسط «انجمن اخبار مثبت» تأسیس شد و به‌طور مستقل از اخبار مثبت حمایت می‌کنند.